# Leopold Traunfellner

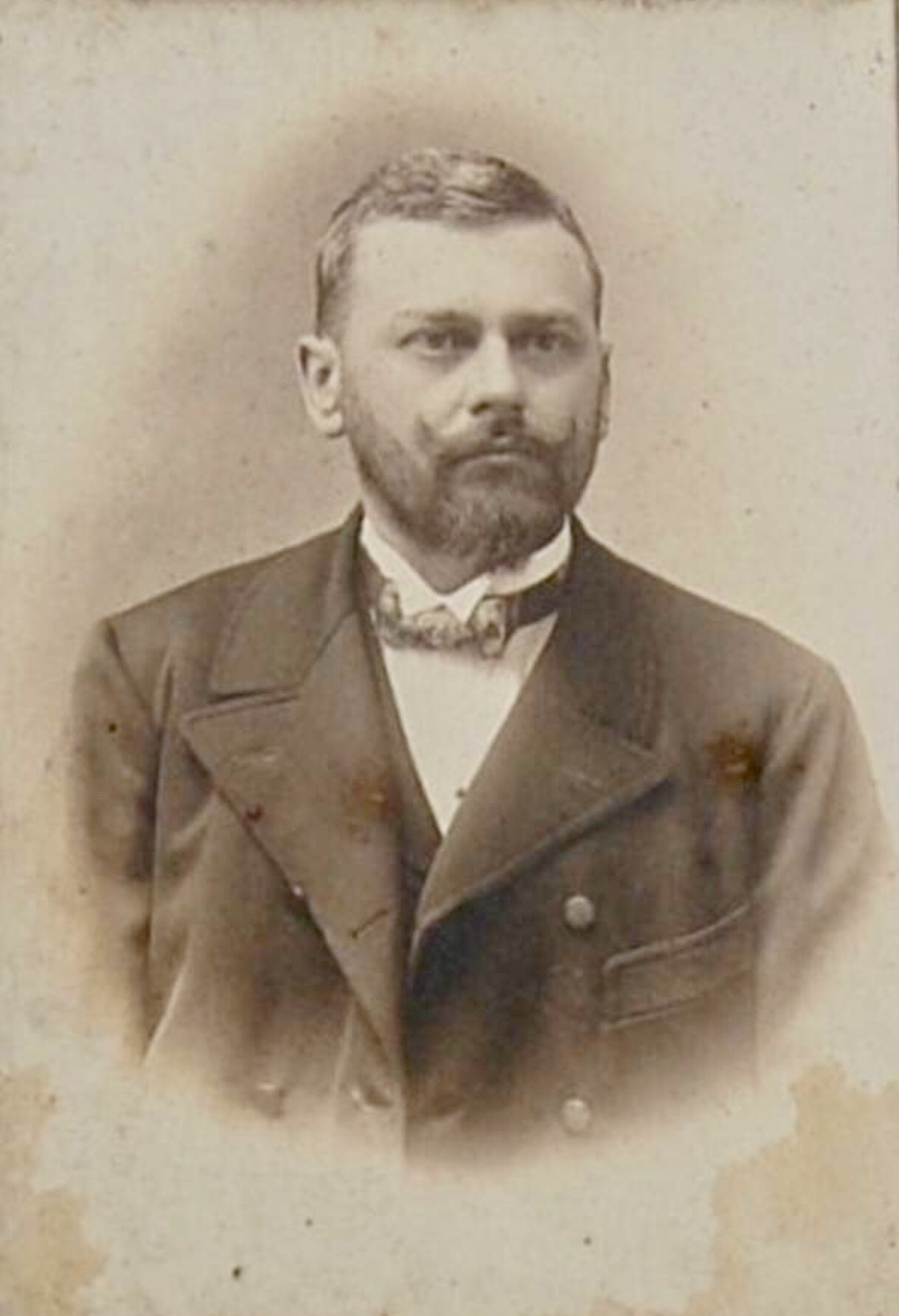
Leopold Traunfellner

Leopold Traunfellner (* 27. Februar 1866 in Scheibbs; † 3. März 1949 ebenda) war ein österreichischer Bäckermeister und Politiker (CSP). Traunfellner war von 1920 bis 1932 Abgeordneter zum Landtag von Niederösterreich.
Traunfellner besuchte die Volksschule und absolvierte eine Bäckerlehre. Danach übernahm er 1894 den Betrieb seines Vaters. Traunfellner war zwischen 1900 und 1912 als Gemeinderat in Scheibbs aktiv und hatte zwischen 1919 und 1938 das Amt des Vizebürgermeisters inne. Er war zudem Bezirksbauernratsobmann und Funktionär verschiedener landwirtschaftlicher Genossenschaften und Organisationen. Zudem war er als Bezirksfürsorgerat und Obmann des Bezirksstraßenausschusses aktiv. Traunfellner wurde am 30. November als Landtagsabgeordneter angelobt, wobei er im Zuge der Trennung Wiens von Niederösterreich bis 11. Mai 1921 der Kurie Niederösterreich Land angehörte. Danach gehörte er dem Landtag bis zum 21. Mai 1932 an.